# Adiós Buenos Aires
Adiós Buenos Aires es una película de Argentina en blanco y negro dirigida por Leopoldo Torres Ríos sobre su propio guion que se estrenó el 19 de enero de 1938 y que tuvo como protagonistas a Tito Lusiardo, Amelia Bence, Floren Delbene y Delia Codebó. Fue la primera película estrenada producida por Establecimientos Filmadores Argentinos. 

## Sinopsis
Una joven integrante de un conjunto teatral toma una canción que el director había desechado, su novio le pone música y junto con el letrista comparte la gloria del éxito.

## Reparto
Intervinieron en el filme los siguientes intérpretes:
- Tito Lusiardo ... Juan Carlos
- Amelia Bence ...Luisita
- Floren Delbene...Edmundo
- Delia Codebó...Asunción
- Héctor Calcaño...Salustiano
- Mario Danesi...Esposo de Isabel
- Antonio Capuano...Director del music hall
- Eduardo González...Jacinto
- Mario Mario...	El guarda del Lacroze
- Ernesto Villegas...El escribano
- Blanca Mora...La gorda
- María Goicoechea...Madre de Luisita
- Vicente Forastieri
- Esteban Serrador...Bailarín
- Ernesto Lecuona
- Esther Borja
- Orquesta Habana-Casino
- Ignacio Villa (como Bola de Nieve)
- Dúo Espeche-Rodríguez
- Las Americanitas

## Comentarios
El crítico Calki escribió: "a falta de la gran película que nos debe (Torres Ríos) se entretiene como un descanso en su carrera, en hacer una película sencilla y llevadera, con recursos limpios y ritmo bien cinematográfico" y Jorge Miguel Couselo opinó:

"una película elemental ...chistes orales y las calles de Buenos Aires, cuya visión rescata el costado menos vulnerable...no por esto el saldo dejaba de exceder la mediocridad. El problema era el indisimulable desgano de la realización."